# Двое в новом доме
«Двое в новом доме» — советская мелодрама, снятая на киностудии «Ленфильм» в 1978 году режиссёром Тофиком Шахвердиевым.

## Сюжет
Сергей, рабочий радиозавода, студент-заочник, и Неля, гид «Интуриста», сравнительно недавно поженились, но уже переживают серьёзный семейный кризис. Первые жизненные трудности грозят разрушить их брак. Молодым супругам приходится совмещать учёбу с работой, ютиться с маленькой дочкой на частной квартире, испытывать материальные затруднения. Будни стали раздражать Нелю, но ещё больше её раздражает муж. Сергей — хороший человек, любящий супругу и дочь, но жене он кажется растяпой, неумехой, слишком мягким и потому не умеющим постоять за себя. Другое дело Волков, начальник отдела, где работает Неля. Полная противоположность Сергею, он, наоборот, человек предприимчивый, преуспевающий, настоящий мужчина и эталон надёжности…
Зная о романе жены и страдая от этого, Сергей, однако, не перестаёт любить её и нежно заботиться о ней. Неля с одной стороны полна решимости изменить свою жизнь к лучшему, с другой — испытывает страх перед грядущей переменой. В конце концов, жизнь, вроде бы, наладилась. Неля возвращается к мужу и молодая семья получает долгожданную квартиру.
Но бесследно ли смогут пройти такие события?

## В ролях
| Актёр             | Роль                                            |
| ----------------- | ----------------------------------------------- |
| Мария Соломина    | Неля, гид «Интуриста»                           |
| Александр Абдулов | Сергей, рабочий радиозавода, студент-заочник    |
| Кирочка Романова  | Маришка Кононова, дочь Нелли и Сергея           |
| Эммануил Виторган | начальник отдела «Интуриста» Волков             |
| Эрнст Романов     | доцент Евгений Алексеевич, преподаватель Сергея |
| Анатолий Горин    | официант Феликс                                 |
| Татьяна Лейбель   | Яна                                             |

## Съёмочная группа
- Автор сценария — Анатолий Гребнев
- Режиссёр-постановщик — Тофик Шахвердиев
- Главный оператор — Николай Покопцев
- Композитор — Исаак Шварц